# Merethe Lindstrøm

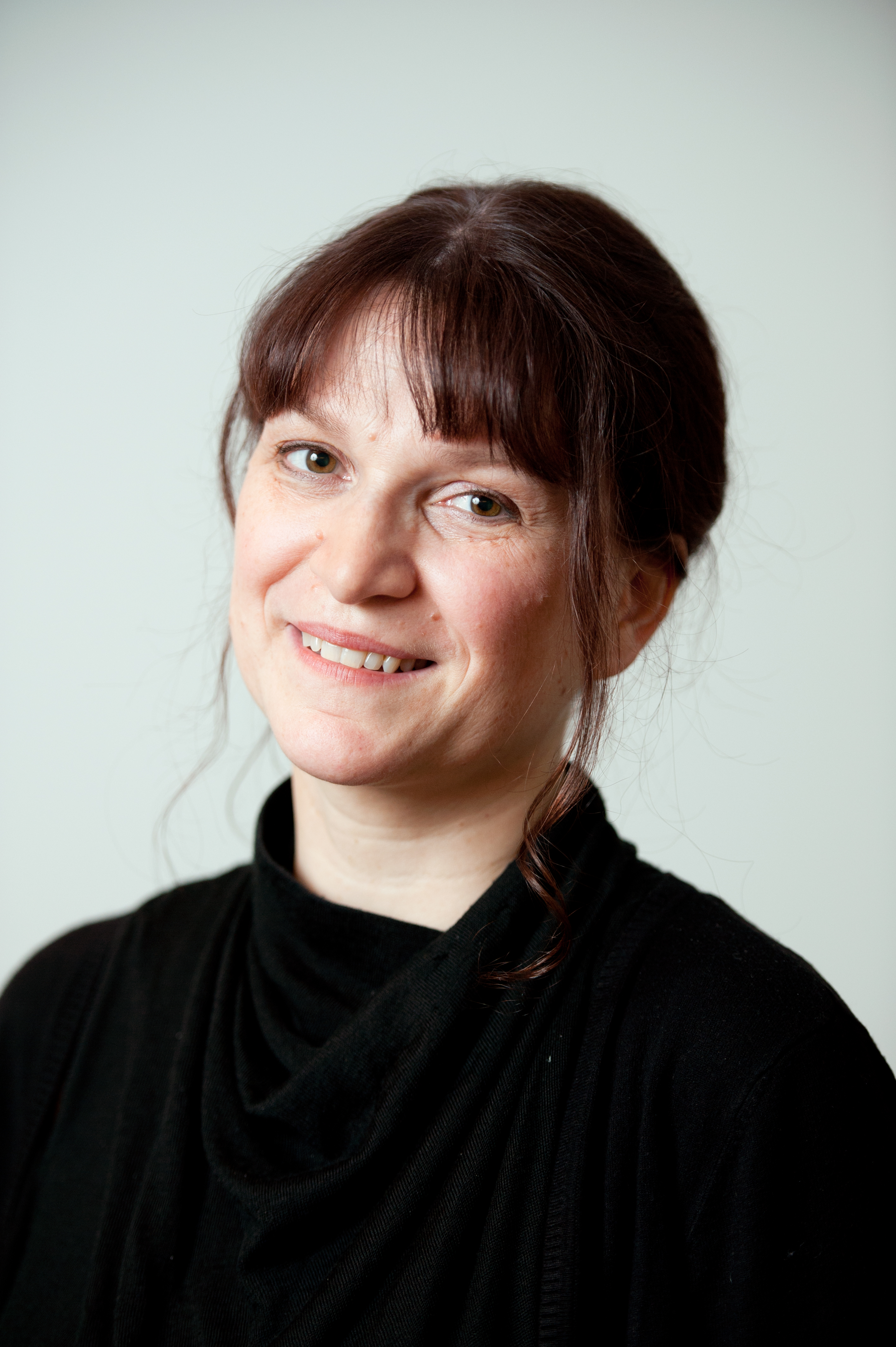
Merethe Lindstrøm (2012)

Merethe Lindstrøm, född 26 maj 1963 i Bergen, är en norsk författare.
Merethe Lindstrøm växte upp i Hammerfest, i Stord och i Høland. Hon debuterade 1983 med novellsamlingen Sexorcisten og andre fortellinger. En litterär förebild för henne har varit den amerikanska författaren Jayne Anne Phillips. Hon fick sitt genombrott med novellsamlingen "Svømme under vann" 1994 och romanen Steinsamlere från 1996.  Hon har varit vokalist i olika rockband. Weyler förlag, som har översatt hennes romaner till svenska translittererar hennes efternamn till det svenska alfabetet, medan förlagen Colling och Novellix, som gett ut hennes barnböcker resp. noveller, inte translittererar hennes efternamn..
Merethe Lindstrøm fick Doblougska priset 2008 samt Nordiska rådets litteraturpris 2012 för Dagar i tystnadens historia.  Hon är bosatt i Oslo.

## Priser och utmärkelser
- Mads Wiel Nygaards legat 1994
- NotaBenes litteraturpris 1996
- Natt og Dag-prisen (senare Osloprisen)
- Tanums kvinnestipend 1997
- Nominerad till Kritikerprisen 2007
- Nominerad till Nordiska rådets litteraturpris 2008
- Doblougska priset 2008
- Kritikerprisen 2011 för Dager i stillhetens historie
- Nordiska rådets litteraturpris 2012 för Dager i stillhetens historie
- Amalie Skram-prisen 2012